# Ува (провинция)
Ува (синг. ඌව පලාත Uva Palata, там. ஊவா மாகாணம் Uva Maakaanam, англ. Uva Province) — провинция Шри-Ланки, восьмая по населению и четвёртая по площади. Состоит из двух округов: Бадулла и Монерагала. Административный центр — город Бадулла. Граничит с Восточной, Центральной и Южной провинциями и провинцией Сабарагамува. Не имеет выхода к морю, являясь одной из четырёх внутренних провинций острова.
Площадь провинции составляет 8500 км². Площадь суши — 8335 км². Площадь водной глади — 165 км².
Достопримечательностями провинции считаются водопады Данхинда, Даиялума (высота которого 220 метров), Равана, национальные парки Яла (находящийся также в Южной и Восточной провинциях) и Гал-Оя (находящийся также в Восточной провинции). Холмы Гол-Оя и горы Центрального массива, в окружении которых и лежит котловина Ува, противопоставляются остальным равнинным частям провинции. Реки Махавели-Ганга и Меник-Оя, и водохранилища Сененаяке-Самудра и Мадуру-Оя являются главными речными путями сообщения.
В провинции находятся знаменитые плантации чая Ува.

## Транспорт
Провинция имеет довольно развитую дорожную сеть, в том числе и в горной части, в частности здесь проходят трассы А-2, А-4, А-5, А-16, А-23, А-25, А-26. В горной части провинции проложена железная дорога, соединяющая город Бадулла с западными и центральными регионами. Аэропортов на территории провинции нет. Ближайшие это международный аэропорт года Хамбантота южнее и аэропорт города Ампара восточнее.

## Национальные парки
В провинции и на её граница национальных парков:
- Яла — находится также в Южной и Восточной провинциях
- Гал-Оя — находится также в Восточной провинции
- Лунугамвехера[англ.] — находится также в Южной провинции
- Мадуру-Оя[англ.] — находится также в Восточной провинции
- Виктория Ранденегала Рантембе Санктуари — находится также в Центральной провинции
- Хортоновские равнины — находится также в Центральной провинции и провинции Сабарагамува
- Уда-Валаве — находится также в провинции Сабарагамува

## Округа
Провинция разделена на 2 округа:

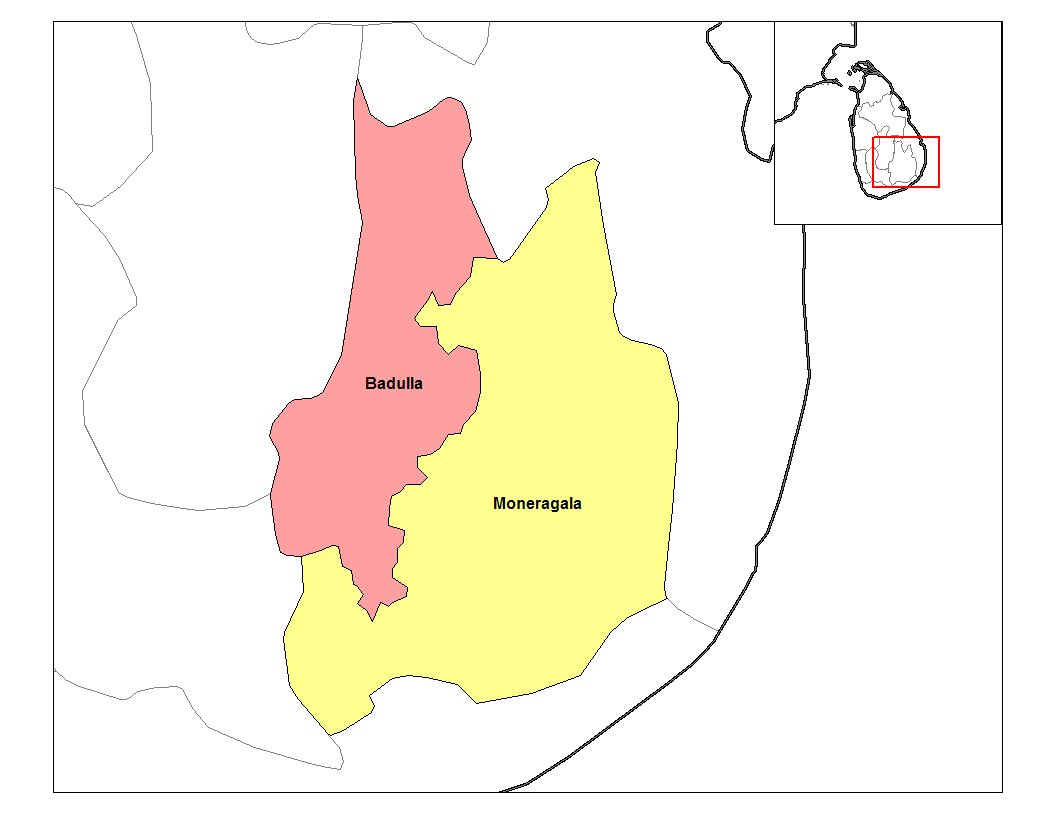
Округа провинции Ува

- Бадулла с административным центром в одноимённом городе. Площадь 2 861 км² (8-е место по площади среди округов Шри-Ланки) — треть площади провинции. Население — 811 225 человек (10-е место по стране) — две трети от общего населения провинции (2012). Плотность населения — 283,55 человек на квадратный километр (12-е место по стране) — в два раза выше чем по провинции, но всё равно меньше чем в среднем по стране (на 10 %). При меньшей площади, здесь сосредоточено большая часть населения, и всё это несмотря на горный рельеф округа, что связано с плодородностью данных почв. Округ делится на 15 подразделений окружных секретариатов.

| Религия          | Численность (чел.) | % от общей численности |
| ---------------- | ------------------ | ---------------------- |
| Буддисты         | 612 944            | 69,08                  |
| Индуисты         | 170 673            | 19,24                  |
| Мусульмане       | 81 020             | 9,13                   |
| Католики         | 16 396             | 1,85                   |
| Другие христиане | 6187               | 0,70                   |

- Монерагала со столицей в одноимённом городе. Площадь 5 639 км² (2-е место) — две трети провинции, однако в 2012 году населения здесь проживает только треть — 448 194 человек (19-е место по стране). Плотность населения — 79,48 человека на квадратный километр (23-ое, предпоследнее место по стране) — составляет 54 % от средней по провинции и 26 % от средней по стране. Большая часть округа имеет равнинный характер. Округ делится на 11 подразделений окружных секретариатов.